# Капитолий штата Висконсин
Капито́лий шта́та Виско́нсин (англ. Wisconsin State Capitol) находится в городе Мадисон — столице штата Висконсин. В нём проводит свои заседания легислатура штата Висконсин, состоящая из Ассамблеи и Сената штата Висконсин.

## История и архитектура
В 1836 году была образована территория Висконсин. Сначала её столица была в Белмонте, а в 1837 году было принято решение о переносе её в Мадисон. В том же году началось строительство первого Капитолия Висконсина, которое обошлось в 60 тысяч долларов. Впоследствии этот Капитолий прослужил до 1869 года, причём начиная с 1848 года Висконсин был уже штатом США.
В 1857 году легислатура штата Висконсин приняла решение о строительстве второго Капитолия. Оно началось осенью 1857 года и продолжалось до 1869 года. В 1882 году легислатура одобрила проект расширения Капитолия, согласно которому к нему пристраивались два крыла — северное и южное. С учётом этого полная стоимость строительства второго Капитолия составила 900 тысяч долларов.
В 1903 году легислатура назначила комиссию по планированию строительства нового, третьего Капитолия штата Висконсин. Комиссия едва приступила к работе, когда 27 февраля 1904 года произошёл пожар, который разрушил значительную часть помещений второго Капитолия. Это привело к необходимости ускорения темпов по строительству нового здания.
В 1906 году был утверждён проект нью-йоркского архитектора Джорджа Брауна Поста. Правда, из-за финансовых ограничений перестройку Капитолия пришлось делать по частям. В 1906 году было начато строительство западного крыла, которое было окончено в 1909 году, после чего там начала свою работу легислатура штата. В 1908 году было начато строительство восточного крыла, которое было завершено в 1910 году. Строительство южного крыла было начато в 1910 году и окончено в 1913 году. В 1911—1915 годах строилась центральная часть Капитолия с ротондой и куполом. Наконец, в 1914 году было начато строительство последнего, северного крыла, и новое здание Капитолия было полностью готово в 1917 году. Полная стоимость строительства составила 7,2 миллионов долларов.
В 1988—2001 годах были проведены работы по реставрации разных частей Капитолия: зал заседаний Ассамблеи штата (1988 год, 0,8 миллионов долларов), северное крыло (1990—1992 годы, 18,9 миллионов долларов), западное крыло (1993—1995 годы, 18,5 миллионов долларов), южное крыло (1996—1999 годы, 29,9 миллионов долларов), ротонда (1997—1998 годы, 8,9 миллионов долларов), восточное крыло (1999—2001 годы, 58,6 миллионов долларов), очистка и обновление внешнего вида Капитолия (2000—2001 годы, 5,3 миллионов долларов).
15 октября 1970 года Капитолий штата Висконсин был внесён в Национальный реестр исторических мест США под номером 70000031, а 3 января 2001 года он получил статус Национального исторического памятника США.

## Галерея
- Капитолий штата Висконсин
- Зал заседаний Ассамблеи
- Вход в зал заседаний Сената
- Внутренний вид ротонды